# Billy Soose
Billy Soose (* 2. August 1915 in Farrell, Pennsylvania, Vereinigte Staaten; † 5. September 1998) war ein US-amerikanischer Boxer im Mittelgewicht.

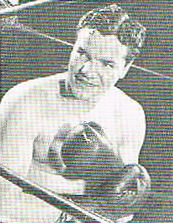
In 1940

Er wurde im Jahr 1941 mit einem Sieg durch einstimmigen Beschluss über 15 Runden gegen Ken Overlin Weltmeister des ehemaligen Verbandes NYSAC. Zudem wurde er in die World Boxing Hall of Fame aufgenommen.